# Lac Fundudzi
Le lac Fundudzi est situé dans le Soutpansberg dans la province du Limpopo en Afrique du Sud.

## Géographie
Il fait environ 5 km sur 3 km lorsqu’il est plein, et a été créé par un très ancien glissement de terrain qui a bloqué le cours de la rivière Mutale. Le lac et ses crocodiles résidents ainsi que la forêt voisine de Thathe Vondo, sont considérés comme sacrés par le peuple Vhatavhatsindi, le peuple du lac, qui fait partie des Vendas.

## Légendes
Selon une légende des Vendas, le lac aurait été créé lorsqu’un lépreux de passage s’est vu refuser nourriture et abri. Il a maudit le kraal qui a disparu sous les eaux du lac nouvellement formé, et les Vendas prétendent que, tôt le matin, il est possible d’entendre le son des tambours et les cris et les hurlements des personnes noyées et du bétail
. 
La légende dit aussi que le lac Fundudzi est protégé par un dieu python vivant dans la montagne. Les Vendas rendent hommage à ce dieu en exécutant chaque année une danse de la puberté, caractérisée par les balancements et les déhanchements au sein d’une ligne conga (sorte de queuleuleu), à laquelle des adolescentes de la tribu participent. On dit que la plénitude du lac et sa couleur reflètent le tempérament des ancêtres et la possibilité de pluie,,.